# Maria Giner i Gomis
Maria Giner i Gomis (Tortosa, 4 de gener de 1874 – Portitxol, Tavernes de la Valldigna, 13 de novembre de 1936) fou una religiosa de la Congregació de Religioses de Maria Immaculada Missioneres Claretianes. Morta en començar la Guerra Civil espanyola, és venerada com a beata per l'Església Catòlica.

## Biografia
Maria Cinta Assumpció Giner nasqué a Tortosa, filla de Joaquim i Salvadora, parella d'origen carcaixentí que havia tingut catorze fills, només set dels quals arribaren a adults. De salut molt delicada, la seva mare la deixà interna en el Col·legi de Maria Immaculada de Tortosa, on professava la seva germana Vicenta de Sant Simó. La nena, amb els anys, volgué també fer-s'hi religiosa i el 3 de març de 1892 ingressà a la congregació, professant-hi un anys
 després i prenent el nom de Maria del Patrocini de Sant Joan. Fou durant anys mestra de novícies i professora a Carcaixent. Va fundar la comunitat i el col·legi de la congregació al Port de Sagunt. L'agost de 1926 fou elegida priora de la comunitat de Carcaixent. Els moviments revolucionaris provocaren conflictes al Port, on els obrers eren majoria; el 12 de maig de 1931 el convent i el col·legi foren atacats, i la mare Giner organitzà l'evacuació i se'n porta el Santíssim Sagrament d'amagat, fent tornar les germanes a Carcaixent.
En 1932 deixa d'ésser superiora i és succeïda per una deixeble seva, Encarnació Armiñana. El clima polític s'enrareix i cap al 1935 es desferma una onada anticlerical que afectà els convents de les poblacions veïnes; el de Carcaixent es preparà per a una eventual evacuació. Hagué d'ésser abandonat el 13 de maig de 1936 i les germanes es refugien a cases de familiars. Maria Giner, amb la seva germana Trinitat, van a casa de llur germana Assumpció. Després d'alguns registres per part de milicians, dmarxaren a la casa d'unes exalumnes del col·legi, a Carcaixent. Hi foren trobades el 13 de novembre i Maria del Patrocini en fou duta; amb altres persones i sense judici previ, fou portada al Portitxol de Valldigna, on foren afusellades.
Fou beatificada l'11 de març de 2001 per Joan Pau II com un dels 233 Beats Màrtirs de València.